# اشتباكات مخمور 2023
اشتباكات مخمور (22 أكتوبر/تشرين ألأول 2023). سلسلة من الاشتباكات المسلحة التي بدأت بين البيشمركة والجيش العراقي في مدينة مخمور ذات الأغلبية الكردية وسلسلة الجبال الشمالية الغربية المحيطة بها.

## خلفية
يضم مخيم مخمور لاجئين أكراد من تركيا. يقع في منطقة متنازع عليها بين بغداد وأربيل، تتسم بالفراغ الأمني. وتعرضت المنطقة لغارات متكررة من قبل القوات التركية بزعم استهداف حزب العمال الكردستاني. وفي التاسع عشر من أكتوبر/تشرين الأول، أعلن حزب العمال الكردستاني أنه سحب جميع مقاتليه من المعسكر، حيث تمركزت القوات العراقية في المناطق التي أخلاها.

## اشتباكات
أفادت مصادر عسكرية و بيشمركة أن الاشتباكات التي اندلعت بعد الظهرأستمرت لمدة ساعتين تقريبا قبل أن تهدأ عندما سعى قادة من الجانبين إلى تهدئة التوترات. وبحسب موقع "كركوك ناو" فإن من بين القتلى قائد اللواء 18 مشاة من قوات البيشمركة ونائبه.

## في أعقاب
عقب الاشتباكات بين الجيش العراقي وقوات البيشمركة الكردية, دعا رئيس الوزراء العراقي محمد شياع السوداني إلى ضبط النفس في المدينة المتنازع عليها، وأمر بتشكيل لجنة رفيعة المستوى للتحقيق في الحادث. كما رحبت وزارة البيشمركة بهذا القرار. في نوفمبر/تشرين الثاني2023، أُعلن أن الجيش العراقي و البيشمركة توصلا إلى اتفاق.